# Einleuchten
Unter Einleuchten versteht man das Positionieren und Fokussieren jedes einzelnen Scheinwerfers bei einer Filmproduktion oder im Theater mit dem Ziel, Grundlicht, Szenenlicht und Effektlicht einzurichten.
Dazu wird jede Lampe einzeln am Lichtmischpult vom Beleuchtungsmeister auf volle Leistung gestellt („aufgezogen“) und dann nach den Anweisungen des Lichtdesigners, des Regisseurs oder des Kameramanns eingestellt. Über Kopf montierte Scheinwerfer erreicht man entweder mit Rollgerüsttürmen oder Hebebühnen. Kann im Bühnenbild damit nicht agiert werden, kommen auch Strickleitern im Traversensystem zum Einsatz. In vielen Theatern können die hoch angebrachten Scheinwerfer auch über den Catwalk erreicht werden.
Die unterschiedlichen Scheinwerfertypen können durch verschiedene Mechaniken in ihrer Lichtabgabe verändert werden.
Linsenscheinwerfer lassen sich durch Verschieben des Reflektors im Lichtausfall variieren und mithilfe von Torblenden begrenzen.
Profilscheinwerfer lassen sich mit Hilfe verstellbarer Linsen genau fokussieren. Durch eingebaute so genannte Shutter ist es möglich, den Lichtausfall viereckig und scharfkantig zu begrenzen. Mithilfe von PAR-Scheinwerfern wird durch Drehen des Brenners ein horizontaler oder vertikaler sogenannter Beam (ovaler Lichtfleck) erzeugt. 
Nach dem Einleuchten werden die Scheinwerfer fixiert und sollten bis zum Ablauf der Filmproduktion beziehungsweise der Laufzeit des Theaterstückes nicht mehr berührt werden.